# الفوضى والتقويم (قبالة)
| الفوضى والتقويم (قبالة) | كان هناك تلف من أجل الإصلاح، وتدمير من أجل الإعمار | الفوضى والتقويم (قبالة) |

عالم الفوضى ((بالعبرية: עוֹלָם הַתֹּ֫הוּ) ، "أولم توهو": الفوضى أو الارتباك)، وعالم التقويم (עוֹלָם הַתִקוּן، تيكون: النظام / التصحيح") هما مرحلتين عامتين في القبالة اليهود، بحسب الترتيب التنازلي للعوالم الروحية. وفي الخليقة اللاحقة، يمثلون أيضًا حالتين روحانيتين للوجود والوعي. تنبع مفاهيمهم من المخطط الجديد للقبالة اللورينية التي وضعها إسحاق لوريا (1534-1572)، مؤسس القبالة الحديثة، بناءً على تفسيره للمراجع الكلاسيكية في كتاب الزوهار.
تداعيات الفوضى-التصحيح تكمن وراء أصل الإرادة الحرة وعالم التقشرات (الشر)، التي تسببها «تمزيق أوعية الفوضى» (שבירת הכלים ، «شفيروت هاكليم»)، وعمليات نفي وتخليص الروح والجسد، وهو معنى في الاحتفالات اليهودية، ووالتصحيح المنوي من مجيء المشيح اليهودي لتصحيح الوجود. من خلال هذا، فللتقويم (תיקון ، تيكون) يحتوي أيضا على معنى نشط، والباطنية الغربلة (בירור، بيرور، الغربلة/التوضيح) للشرارة المخفية المقدسة (ניצוצות، نيتزوت، الشراوة المقدسة) في المنفى في الخلق المادي. يحل هذا النموذج الجديد في القبالة مكان النموذج الخطي القديم للنزول مع عملية ديناميكية للالتفاف الروحي، حيث تستثمر «النفوس» العليا في «الأوعية» السفلى. تتعلق العوالم الكونية البدائية للفوضى-التتقويم بحالتي الروحية والجسدية التين تفسرا الوجود والمزاج النفسي، أو مراحل في التطور الروحي للفرد.

## معرض الصور

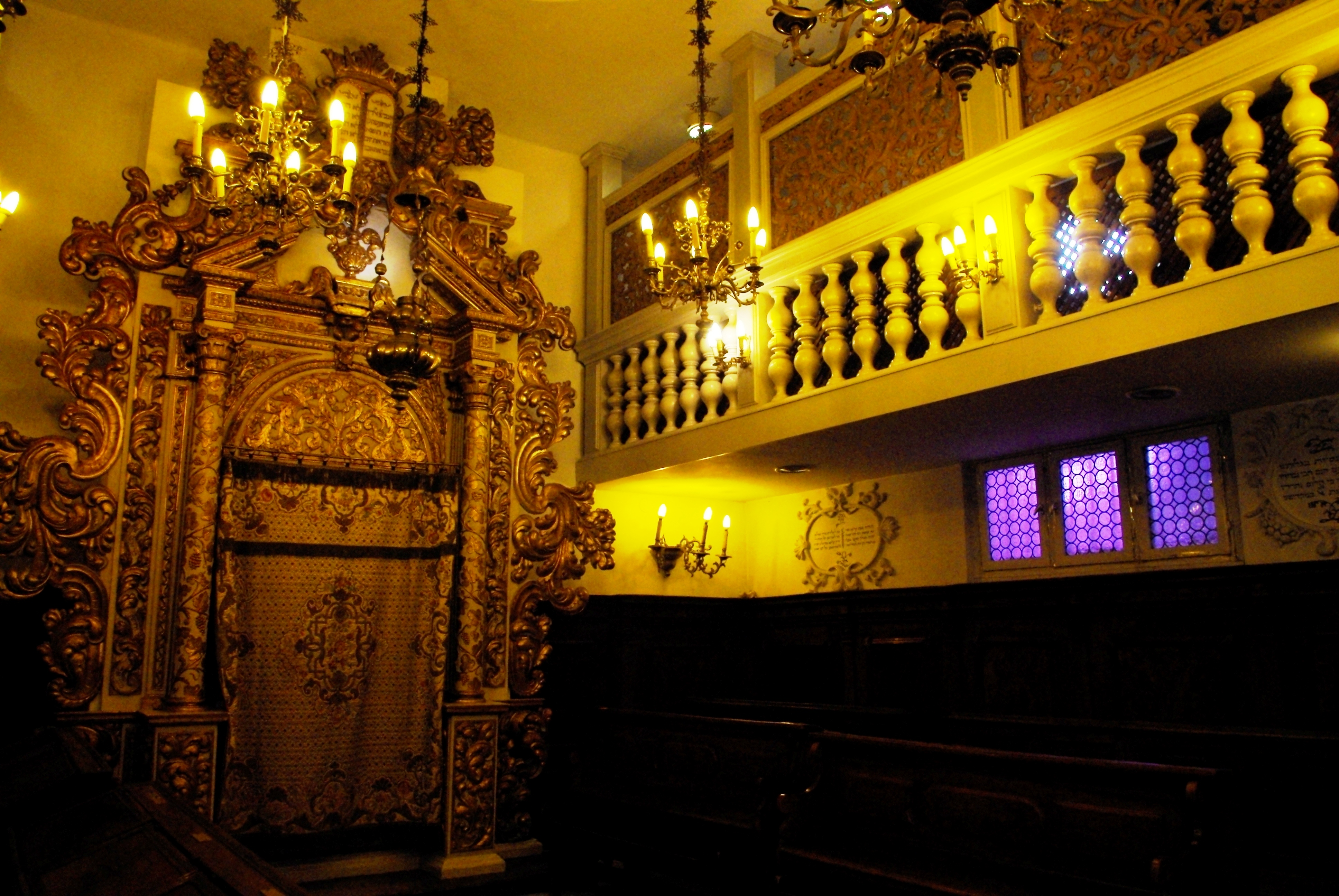
"كل النسب هو للصعود الى الأعلى": الخطيئة يسبب سفيروت جديدة. التوفير والفداء يحول الظلمات إلى نور، بتوحيدتوهو-تيكون
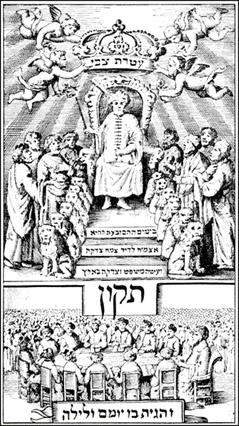
الانتهاء من شبتاي تسفي وطبع أمستردام، 1666. بدعة صوفية مقلوبة للوريانية من خلال " الخطيئة المقدسة "
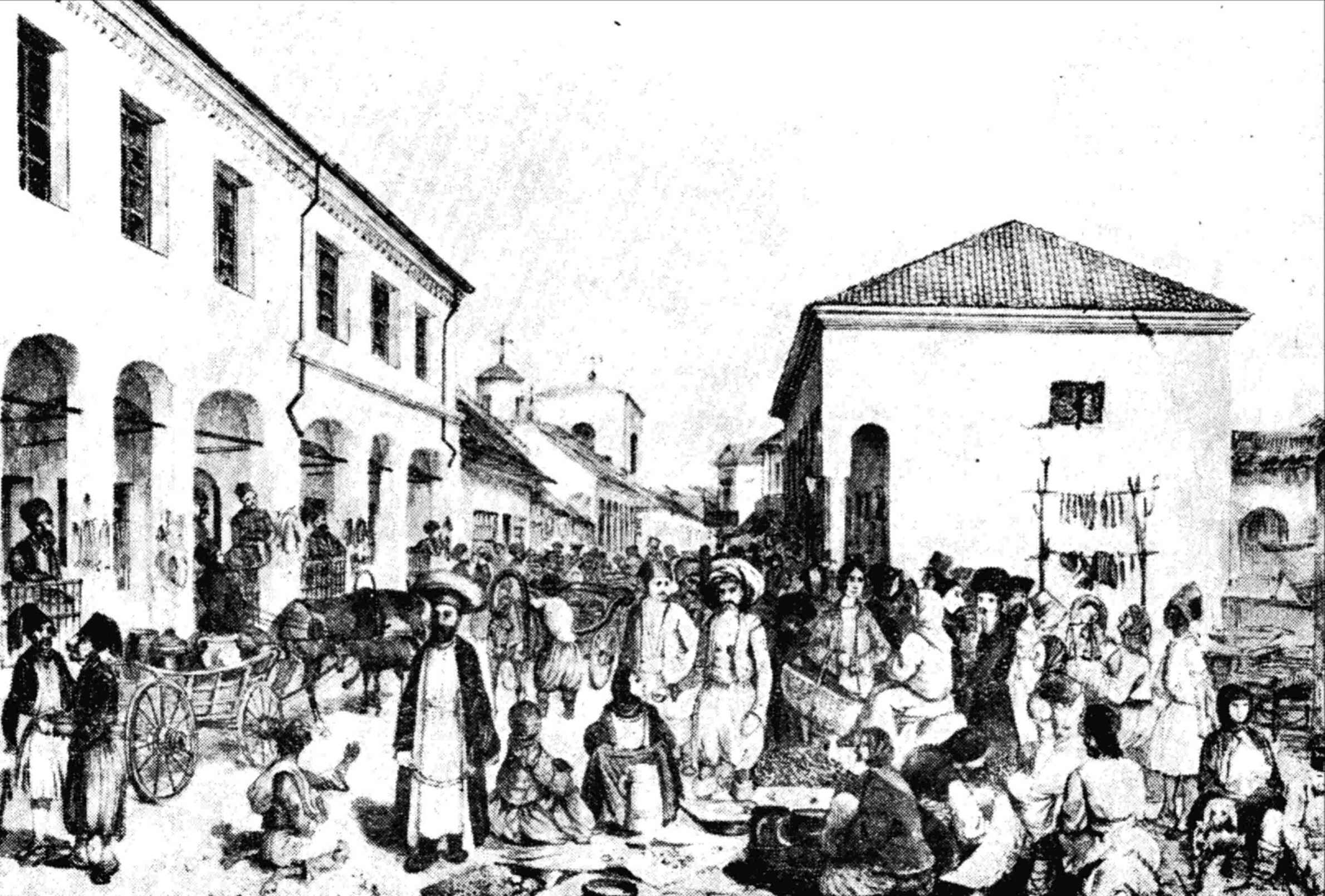
تاجر حاسيدي في معرض لاشي في رومانيا ، 1845. الفكر الحاسيدي أكد على المشاركة المادية  [لغات أخرى]‏ من التصوف المسيحية اللورياني
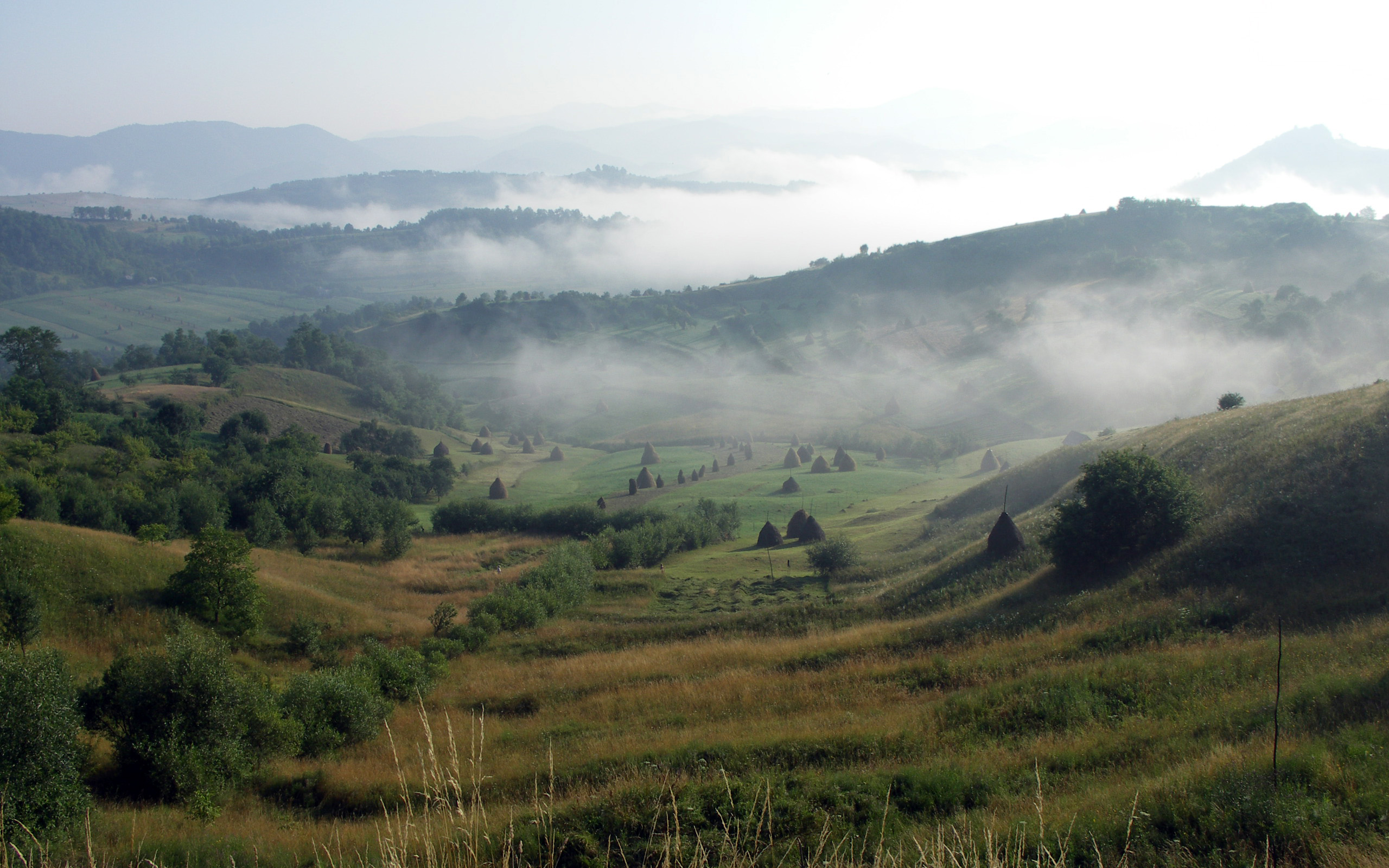
تركز القصص والفكر الحاسيدي على الرحلات الشخصية لاسترداد شرارة نيتزوتوت، وربط كل فردبمهامه الروحية الإلهية.

## روابط خارجية
- معجم الكابالا وشاسيدوت ، على موقع inner.org
- تطوير الكابالا في ثلاث مراحل: تطور، التثويب، كلية الوجود - القرطبية، اللوريانية، الحسيدية، على موقع inner.org